# 朴主永
朴 主永（パク・チュヨン、박주영、1985年7月10日 - ）は、大韓民国・大邱広域市出身の元プロサッカー選手。元韓国代表。現役時代のポジションはフォワード。

## 経歴

### クラブ
高麗大学校在籍中の2005年、FCソウルに加入、デビューシーズンは満場一致で新人王を獲得した。これはKリーグ史上初の快挙であった。
2008年に移籍金200万ユーロでリーグ・アンのASモナコに移籍。リーグ・アンデビュー戦となった9月13日のFCロリアン戦で初ゴールを記録。レギュラーとして定着し、2010-2011年度は12得点（内PK4） を挙げたが、所属チームのASモナコは降格となった。
2011年、モナコの降格に伴い移籍を志願。リールへの移籍が目前となったものの、メディカルチェックをキャンセルして8月31日にプレミアリーグのアーセナルに移籍した。移籍1年目の2011-2012シーズンは、リーグ戦の出場が1試合（7分間）で存在感が皆無に等しい結果に終わった。
2012年8月31日、リーガ・エスパニョーラのセルタ・デ・ビーゴへ1年間のレンタル移籍が発表された。2012年9月22日、ホームのヘタフェ戦で初ゴールを挙げ（試合は2対1で勝利）、リーガ・エスパニョーラで得点を挙げた初の韓国人選手となった。
2012-13シーズン終了後アーセナルに戻り、2013-14シーズンはアーセナルの選手として始動した（背番号は30）。2013年10月30日、リーグカップのチェルシー戦の81分にアーロン・ラムジーとの交替で6カ月振りの試合出場を果たした（試合は0対2で敗戦）。
2014年1月31日、フットボールリーグ・チャンピオンシップのワトフォードFCへレンタル移籍が発表された。2014年6月26日、ワトフォードからレンタル元のアーセナルに復帰したが、同月末で契約満了に伴い退団した。
2014年10月1日、サウジ・プロフェッショナルリーグのアル・シャバブFCと契約。しかし、サウジアラビアではなかなかコンディションが上がらず7試合で1ゴールと結果を出せずにいた。2015年2月5日、アル・シャバブFCとの契約を解除された。10月に加入してから、わずか4ヶ月での退団となった。
2015年3月10日、古巣のFCソウルに加入した。

### 代表
2005年のワールドユース選手権および2006 FIFAワールドカップ・アジア最終予選にも出場。2006 FIFAワールドカップの代表メンバーにも選出され、グループリーグ第3戦のスイス戦では先発出場した。
2010 FIFAワールドカップではエースとして全4試合に先発出場。グループリーグ第3節のナイジェリア戦では直接フリーキックを決めワールドカップ初得点を記録し、チームのベスト16進出に貢献した。2010年アジア競技大会にオーバーエイジ枠で参加した。降格圏にあったASモナコは代表選出に難色を示したが、大会直前になり参加を認めた。チームは準決勝のアラブ首長国連邦戦で敗退した。
2011年に行われるアジアカップには参加が決まっていたが、右膝の負傷からの回復が芳しくないため辞退することとなった。大会後には朴智星の代表引退を受け、韓国代表の主将に歴代最年少で任命された
。2011年9月2日の2014 FIFAワールドカップ・アジア3次予選のレバノン戦でハットトリックを達成した。
2012年のロンドンオリンピックの韓国代表にオーバーエイジとして選出され、チーム総得点5点のうちの2点を挙げて銅メダル獲得に貢献した。2014 FIFAワールドカップにも2試合出場したが無得点に終わり、韓国もグループリーグで敗退した。

## エピソード
全ての韓国男子国民には一定期間軍隊に所属し、国防の義務を遂行する「兵役義務」が課されている。しかしパク・チュヨンはトップレベルで競技を継続することを希望しており、モナコ時代に取得した10年間の長期滞在ビザを兵役先送りに利用していたことが2012年に判明し、メディアから激しいバッシングを受けたため謝罪会見を開く必要に迫られた。この影響により、2014 FIFAワールドカップ・アジア4次予選の韓国代表メンバーから外されてしまった。その後ロンドン五輪にオーバーエイジで出場し、銅メダルを獲得したため兵役が免除された。

## 所属クラブ
- 2005年 - 2008年 FCソウル
- 2008年 - 2011年 ASモナコ
- 2011年 - 2014年 アーセナルFC
  - 2012年 - 2013年 セルタ・デ・ビーゴ (期限付き移籍)
  - 2014年 ワトフォードFC (期限付き移籍)
- 2014年 - 2015年 アル・シャバブFC
- 2015年 - 2021年 FCソウル
- 2022年 - 2024年 蔚山現代FC/蔚山HD FC

## 個人成績

### クラブ
| 国内大会個人成績 | 国内大会個人成績 | 国内大会個人成績 | 国内大会個人成績 | 国内大会個人成績 | 国内大会個人成績 | 国内大会個人成績 | 国内大会個人成績 | 国内大会個人成績 | 国内大会個人成績 | 国内大会個人成績 | 国内大会個人成績 |
| 年度             | クラブ           | 背番号           | リーグ           | リーグ戦         | リーグ戦         | リーグ杯         | リーグ杯         | オープン杯       | オープン杯       | 期間通算         | 期間通算         |
| 年度             | クラブ           | 背番号           | リーグ           | 出場             | 得点             | 出場             | 得点             | 出場             | 得点             | 出場             | 得点             |
| 韓国             | 韓国             | 韓国             | 韓国             | リーグ戦         | リーグ戦         | リーグ杯         | リーグ杯         | FA杯             | FA杯             | 期間通算         | 期間通算         |
| ---------------- | ---------------- | ---------------- | ---------------- | ---------------- | ---------------- | ---------------- | ---------------- | ---------------- | ---------------- | ---------------- | ---------------- |
| 2005             | ソウル           | 10               | K                | 19               | 12               | 11               | 6                | 2                | 0                | 32               | 18               |
| 2006             | ソウル           | 10               | K                | 26               | 7                | 4                | 1                | 2                | 2                | 32               | 10               |
| 2007             | ソウル           | 10               | K                | 11               | 2                | 3                | 3                | 1                | 0                | 15               | 5                |
| 2008             | ソウル           | 10               | K                | 13               | 2                | 4                | 0                | 0                | 0                | 17               | 2                |
| フランス         | フランス         | フランス         | フランス         | リーグ戦         | リーグ戦         | F・リーグ杯      | F・リーグ杯      | フランス杯       | フランス杯       | 期間通算         | 期間通算         |
| 2008-09          | モナコ           | 10               | リーグ・アン     | 31               | 5                | 1                | 0                | 3                | 0                | 35               | 5                |
| 2009-10          | モナコ           | 10               | リーグ・アン     | 27               | 8                | 1                | 0                | 5                | 1                | 33               | 9                |
| 2010-11          | モナコ           | 10               | リーグ・アン     | 33               | 12               | 2                | 0                | 0                | 0                | 35               | 12               |
| イングランド     | イングランド     | イングランド     | イングランド     | リーグ戦         | リーグ戦         | FLカップ         | FLカップ         | FAカップ         | FAカップ         | 期間通算         | 期間通算         |
| 2011-12          | アーセナル       | 9                | プレミア         | 1                | 0                | 3                | 1                | 0                | 0                | 4                | 1                |
| スペイン         | スペイン         | スペイン         | スペイン         | リーグ戦         | リーグ戦         | 国王杯           | 国王杯           | オープン杯       | オープン杯       | 期間通算         | 期間通算         |
| 2012-13          | セルタ           | 18               | プリメーラ       | 22               | 3                | 4                | 1                | -                | -                | 26               | 4                |
| イングランド     | イングランド     | イングランド     | イングランド     | リーグ戦         | リーグ戦         | FLカップ         | FLカップ         | FAカップ         | FAカップ         | 期間通算         | 期間通算         |
| 2013-14          | アーセナル       | 30               | プレミア         | 0                | 0                | 1                | 0                | 0                | 0                | 1                | 0                |
| 2013-14          | ワトフォード     | 20               | FL Champ.        | 2                | 0                | 0                | 0                | 0                | 0                | 2                | 0                |
| 通算             | 韓国             | 韓国             | K                | 69               | 23               | 22               | 10               | 5                | 2                | 96               | 35               |
| 通算             | フランス         | フランス         | リーグ・アン     | 91               | 25               | 3                | 0                | 8                | 1                | 102              | 26               |
| 通算             | イングランド     | イングランド     | プレミア         | 1                | 0                | 4                | 1                | 0                | 0                | 5                | 1                |
| 通算             | イングランド     | イングランド     | FL Champ.        | 2                | 0                | 0                | 0                | 0                | 0                | 2                | 0                |
| 通算             | スペイン         | スペイン         | プリメーラ       | 22               | 3                | 4                | 1                | -                | -                | 26               | 4                |
| 総通算           | 総通算           | 総通算           | 総通算           | 185              | 51               | 33               | 12               | 13               | 3                | 231              | 66               |

## 代表歴

### 出場大会
- 韓国代表
  - 2006 FIFAワールドカップ
  - 2010 FIFAワールドカップ
  - 2014 FIFAワールドカップ

### 試合数
- 国際Aマッチ 71試合 27得点（2005年-2014年）[15]

| 韓国代表 | 国際Aマッチ | 国際Aマッチ |
| 年       | 出場        | 得点        |
| -------- | ----------- | ----------- |
| 2005     | 7           | 3           |
| 2006     | 14          | 3           |
| 2007     | 0           | 0           |
| 2008     | 9           | 5           |
| 2009     | 10          | 3           |
| 2010     | 10          | 2           |
| 2011     | 10          | 10          |
| 2012     | 3           | 0           |
| 2013     | 1           | 0           |
| 2014     | 7           | 1           |
| 通算     | 71          | 27          |

### 得点
| #   | 開催年月日     | 開催地                      | 対戦国           | スコア | 結果 | 試合概要                            |
| --- | -------------- | --------------------------- | ---------------- | ------ | ---- | ----------------------------------- |
| 1.  | 2005年6月3日   | タシュケント,ウズベキスタン | ウズベキスタン   | 1-1    | △1-1 | 2006 FIFAワールドカップ・アジア予選 |
| 2.  | 2005年6月8日   | クウェートシティ,クウェート | クウェート       | 1-0    | ○4-0 | 2006 FIFAワールドカップ・アジア予選 |
| 3.  | 2006年1月21日  | リヤド,サウジアラビア       | ギリシャ         | 1-1    | △1-1 | LGカップ                            |
| 4.  | 2006年1月25日  | リヤド,サウジアラビア       | フィンランド     | 1-0    | ○1-0 | LGカップ                            |
| 5.  | 2006年3月1日   | ソウル,韓国                 | アンゴラ         | 1-0    | ○1-0 | 親善試合                            |
| 6.  | 2008年2月17日  | 重慶市,中国                 | 中国             | 1-0    | ○3-2 | 東アジアサッカー選手権2008          |
| 7.  | 2008年2月17日  | 重慶市,中国                 | 中国             | 2-2    | ○3-2 | 東アジアサッカー選手権2008          |
| 8.  | 2008年3月31日  | ソウル,韓国                 | ヨルダン         | 2-0    | △2-2 | 2010 FIFAワールドカップ・アジア予選 |
| 9.  | 2008年6月7日   | アンマン,ヨルダン           | ヨルダン         | 1-0    | ○1-0 | 2010 FIFAワールドカップ・アジア予選 |
| 10. | 2008年11月19日 | リヤド,サウジアラビア       | サウジアラビア   | 2-0    | ○2-0 | 2010 FIFAワールドカップ・アジア予選 |
| 11. | 2009年6月6日   | ドバイ,アラブ首長国連邦     | アラブ首長国連邦 | 1-0    | ○2-0 | 2010 FIFAワールドカップ・アジア予選 |
| 12. | 2009年8月12日  | ソウル,韓国                 | パラグアイ       | 1-0    | ○1-0 | 親善試合                            |
| 13. | 2009年9月5日   | ソウル,韓国                 | オーストラリア   | 1-0    | ○3-1 | 親善試合                            |
| 14. | 2010年5月24日  | 埼玉県,日本                 | 日本             | 2-0    | ○2-0 | 親善試合                            |
| 15. | 2010年6月23日  | ダーバン,南アフリカ         | ナイジェリア     | 2-1    | △2-2 | 2010 FIFAワールドカップ             |
| 16. | 2011年3月25日  | ソウル,韓国                 | ホンジュラス     | 3-0    | ○4-0 | 親善試合                            |
| 17. | 2011年6月3日   | ソウル,韓国                 | セルビア         | 1-0    | ○2-1 | 親善試合                            |
| 18. | 2011年9月3日   | 高陽市,韓国                 | レバノン         | 1-0    | ○6-0 | 2014 FIFAワールドカップ・アジア予選 |
| 19. | 2011年9月3日   | 高陽市,韓国                 | レバノン         | 2-0    | ○6-0 | 2014 FIFAワールドカップ・アジア予選 |
| 20. | 2011年9月3日   | 高陽市,韓国                 | レバノン         | 4-0    | ○6-0 | 2014 FIFAワールドカップ・アジア予選 |
| 21. | 2011年9月6日   | クウェートシティ,クウェート | クウェート       | 1-0    | △1-1 | 2014 FIFAワールドカップ・アジア予選 |
| 22. | 2011年10月11日 | 水原市,韓国                 | アラブ首長国連邦 | 1-0    | ○2-1 | 2014 FIFAワールドカップ・アジア予選 |
| 23. | 2011年11月11日 | ドバイ,アラブ首長国連邦     | アラブ首長国連邦 | 2-0    | ○2-0 | 2014 FIFAワールドカップ・アジア予選 |
| 24. | 2014年3月5日   | アテネ,ギリシャ             | ギリシャ         | 1-0    | ○2-0 | 親善試合                            |

## タイトル

### チーム
FCソウル
- 2006年 Kリーグ杯 優勝
- 2015年 韓国FAカップ 優勝
- 2016年 Kリーグクラシック 優勝

蔚山現代/蔚山HD
- 2022年 Kリーグ1 優勝
- 2023年 Kリーグ1 優勝
- 2024年 Kリーグ1 優勝

韓国代表
- 2004年 AFCユース選手権2004 優勝
- 2005年 カタール国際ユーストーナメント 優勝
- 2008年 東アジアサッカー選手権 優勝

### 個人
Kリーグ1
- 2005年 Kリーグ新人選手賞
- 2005年 Kリーグベストイレブン
- 2005年 Kリーグゴールデンボール賞
- 2005年 Kリーグゴールデンシューズ賞
- 2005年 KリーグMost Popular Player
- 2006年 KリーグMost Popular Player
- 2008年 K-League Player of the Year 2008

韓国代表
- 2004年 AFCユース選手権 得点王 (6試合6ゴール)
- 2004年 AFCユース選手権 MVP
- 2004年 アジア年間最優秀ユース選手賞
- 2005年 カタール国際大会 得点王 (4試合9ゴール)
- 2005年 カタール国際大会 MVP
- 2008年 東アジアサッカー選手権 得点王 (3試合2ゴール)

学生
- 2003年 第32回文化観光部長官旗全国高校サッカー大会 得点王 (7試合9ゴール)
- 2003年 第11回金剛大旗・全国サッカー大会 得点王 (6試合6ゴール)
- 2003年 第36回大統領金杯・全国高校サッカー大会 得点王 (3試合6ゴール)
- 2003年 第39回秋季韓国高校サッカー連盟戦 得点王 (7試合12ゴール)
- 2004年 全国大学サッカー選手権大会 得点王 (7試合10ゴール)